# NGC 7405
NGC 7405 је ознака објекта на координатама са ректансцензијом 22h 53m 36,0s и деклинацијом + 12° 28" 36'. Открио га је Алберт Март, 5. септембра 1864. Каснијим посматрањима на том положају није уочен никакав астрономски објекат.